# 馬丁·普拉多
馬丁·曼紐·普拉多·布斯塔曼特（西班牙語：Martín Manuel Prado Bustamante, 1983年10月27日—），前美國職棒大聯盟三壘手。曾待過勇士、響尾蛇、洋基與馬林魚等隊。2010年曾入選明星賽。在加入馬林魚前，他除了投手、捕手和中外野手外都守備過。到了馬林魚後就主要成為三壘手。

## 職業生涯

### 亞特蘭大勇士

#### 2006年
4月23日，生涯首安就是一支三壘安打。9月14日，他面對傑米·莫耶擊出生涯首轟。該年他出賽24場，打擊率2成62，1轟9分打點。

#### 2007年
5月20日到6月2日，普拉多短暫待在大聯盟。8月7日，普拉多再度被升上大聯盟，不過8月22日因為埃德加·倫特利亞回歸而第二度被下放。然而倫特利亞在第一個打席就受傷退場，勇士只好再將普拉多升上大聯盟。
9月12日面對大都會隊，普拉多在第9局打擊。他打擊出去，並將棒子丟出去衝向一壘，結果球棒竟然奇蹟似的直豎著。當時紐約的播報員還稱這是百年難得一見的奇景。
該年他出賽28場，打擊率2成88。

#### 2009年
該年球季因為二壘手Kelly Johnson受傷，普拉多成為主力二壘手。該年他打擊率為3成07，14轟49分打點。

#### 2010年
5月10日，他面對釀酒人隊投手Manny Parra擊出生涯首支滿貫砲。他還減了14公斤讓自己守備更加靈活。上半季他擊出121支安打為國聯之冠，打擊率3成25，並成功入選明星賽。9月底，他因為臀部受傷而提前結束球季。

#### 2011年
2010年休賽季，勇士將奧馬·英方提和Mike Dunn交易至馬林魚隊，換來丹·阿格拉。普拉多也轉防左外野，二壘位置交給阿格拉。5月13日，普拉多在球隊1比5落後時擊出生涯第2支滿貫砲，最終勇士隊在第10局以6比5獲勝。
7月26日，普拉多在壘上有人的情況下9個打數無安打，他也因此被下放至小聯盟。
該年他出賽129場，打擊率2成60，13轟57分打點。

#### 2012年
該年他出賽156場，打擊率3成01，10轟70分打點。

### 亞利桑那響尾蛇

#### 2013年
2012年球季結束後，勇士隊將普拉多、Randall Delgado、尼克·亞梅德、齊克·史博威與布蘭登·卓利交易至響尾蛇隊，換來賈斯汀·厄普頓與Chris Johnson。
2013年1月31日，他與響尾蛇簽下4年4,000萬美元的合約。該年他打擊率2成82，14轟82分打點。

#### 2014年
該年他在響尾蛇出賽106場，打擊率2成70，5轟42分打點。

### 紐約洋基
2014年7月31日，響尾蛇將普拉多交易至洋基隊，換來Peter O'Brien與一名日後指定球員。
9月16日，普拉多動了闌尾切除術，提前結束球季。他在洋基隊僅出賽37場，打擊率3成16，7轟16分打點。合計他整年打擊率2成82，16轟58分打點。

### 邁阿密馬林魚
2014年12月19日，洋基隊將普拉多、大衛·菲爾普斯交易至馬林魚隊，換來納坦·艾瓦爾迪、加勒特·瓊斯與多明哥·赫曼。
2015年和2016年，他的打擊率分別為2成88與3成05。2016年9月27日，他與馬林魚簽下3年4,000萬美元的合約。
2017年與2018年，普拉多因為大大小小的傷勢導致他出賽不穩定。2017年3月26日，他在經典賽因為跑壘受傷而進入傷兵名單。 7月18日，他右膝受傷導致球季報銷。2018年球季，他持續受傷錯過開季。4月底雖然有回歸，但是他的打擊率僅1成94。5月底到7月初再度進入傷兵名單。8月到9月，他又兩次進出傷兵名單。
2019年球季結束後，普拉多在11月7日宣布正式退休。

## 外部連結
- 球員資訊和成績在MLB ，ESPN ，Retrosheet ，Baseball Reference ，Baseball Reference (Minors) ，Fangraphs ，The Baseball Cube （英文）
- 馬丁·普拉多在台灣棒球維基館上的頁面（繁體中文）